# Frannach
Frannach là một đô thị thuộc huyện Feldbach trong bang Steiermark, nước Áo. Đô thị Frannach có diện tích 8,04 km², dân số cuối năm 2005 là 316 người.